# Titus Seo Sang-Bum
Titus Seo Sang-Bum (kor. 서상범 티토 * 6. Februar 1961 in Seoul) ist ein südkoreanischer Geistlicher und römisch-katholischer Militärbischof von Korea.

## Lebenslauf
Nach dem Besuch des Knabenseminars des Erzbistums Seoul erhielt er eine philosophische und theologische Ausbildung am der Katholischen Universität von Korea angeschlossenen Priesterseminar von Seoul, die er mit dem Baccalaureat und einem Master-Abschluss in Theologie abschloss. 
Am 12. Februar 1988 empfing er die Priesterweihe für das Erzbistum Seoul. In der Folge war er Pfarrvikar in Amsa-dong (1988–1991), Pfarrvikar in Hangang (1991–1992), Vertreter in der Seouler Diözesansynode (1991–2005) und Militärseelsorger im Rang eines Obersts (1992–2013). Von 2005 bis 2013 gehörte er dem Priesterrat des Erzbistums Seoul an. Von 2013 bis 2017 war er Generalvikar des Militärordinariats von Korea. Zudem war er von 2015 bis 2017 Mitglied der Personalkommission der Erzdiözese Seoul. Von 2018 bis zu seiner Ernennung zum Bischof war er Pfarrer der Gemeinde Daechi-dong in Seoul.
Papst Franziskus ernannte ihn am 2. Februar 2021 zum Bischof des Militärordinariates von Korea. Die Bischofsweihe spendete ihm sein Vorgänger, Bischof Francis Xavier Yu Soo-il am 9. April 2021. Mitkonsekratoren waren Andrew Kardinal Yeom Soo-jung, Erzbischof von Seoul, und der Bischof von Suwon, Mathias Ri Iong-hoon.